# Epacanthaclisis banksi
Epacanthaclisis banksi is een insect uit de familie mierenleeuwen (Myrmeleontidae), die tot de orde netvleugeligen (Neuroptera) behoort. De soort komt voor in China.